# 阿尔弗雷德·埃吕埃尔
阿尔弗雷德·埃吕埃尔（法語：Alfred Eluère，1893年7月28日—1985年3月12日），法国男子橄榄球运动员。他曾代表法国参加1920年夏季奥林匹克运动会橄榄球比赛，获得一枚银牌。